# 하우사쥐
하우사쥐(Mus haussa)는 쥐과 생쥐속에 속하는 설치류의 일종이다. 베넹과 부르키나 파소, 코트디부아르, 가나, 말리, 모리타니, 니제르, 나이지리아, 세네갈에서 발견된다. 자연 서식지는 건조 사바나 지역과 농지, 농촌 지역, 도시 지역 등이다.